# Фалькенхайн, Эрих фон
Эрих Георг Себастьян Антон фон Фа́лькенгайн (по современным правилам транскрипции Фалькенхайн, нем. Erich Georg Sebastian Anton von Falkenhayn; 11 сентября 1861, Бург-Бельхау — 8 апреля 1922, Потсдам) — немецкий военный деятель, военный министр Германии (1913—1914), начальник генерального штаба Германии (1914—1916) во время Первой мировой войны. Написал несколько книг на военную тематику и автобиографию после войны. Оглядываясь назад, он выражал мнение, что объявление Германией войны России, в ответ на её мобилизацию и Франции в 1914 году было «оправданным, но чрезмерно поспешным и ненужным».

## Ранние годы
Родился в дворянской семье в Бург-Бельхау в Западной Пруссии (ныне территория Польши). Избрал себе военную карьеру в возрасте 11 лет. В 1896—1903 годах служил в Китае, при династии Цин в качестве военного консультанта. Был свидетелем и участником подавления Восстания боксёров в качестве офицера Генерального штаба. Впоследствии служил в Брауншвейге, Меце и Магдебурге на всё более возраставших должностях.

## Участие в Первой мировой войне
В 1913 году Фалькенхайн стал военным министром Пруссии, сменив Йозиаса фон Хеерингена. Во время Цабернского инцидента Фалькенхайн в качестве военного министра участвовал в конференции, чтобы положить конец этому инциденту.
14 сентября 1914 года Фалькенхайн становится начальником полевого генерального штаба. По его инициативе было предпринято наступление на Верден с целью принудить Францию к скорейшему заключению мира. Бои под Верденом, начавшиеся 21 февраля 1916 года и закончившиеся лишь к осени того же года, не оправдали надежд Фалькенхайна: наоборот, германская армия потерпела под Верденом жестокое поражение и понесла громадный урон.
На других фронтах действия Фалькенхайна имели бо́льший успех. Так, в период с мая по сентябрь 1915 года под его руководством было произведено удачное наступление на русском фронте, а с октября по декабрь того же года по выработанному им плану была завоёвана сначала Сербия, а затем Черногория.
29 августа 1916 года в связи с Брусиловским прорывом Фалькенхайн был смещен с поста начальника Генерального штаба. Его преемником стал Гинденбург. Фалькенхайн, назначенный командующим 9-й армией, руководил походом на Румынию и 6 декабря взял Бухарест.
После успеха в Румынии в середине июля 1917 года Фалькенхайн отправился в Османскую империю, чтобы принять военное командование османской группой армий «Йылдырым», которая формировалась в Месопотамии и Алеппо. После долгих обсуждений с высшим эшелоном Османской империи Фалькенхайн был направлен 7 сентября 1917 года в качестве верховного главнокомандующего двумя османскими армиями в Палестине в звании мушира Османской армии. В ходе Синайско-Палестинской кампании Фалькенхайн не смог помешать британцам под командованием генерала Эдмунда Алленби захватить Иерусалим в декабре 1917 года. За свою неудачу он был заменен Отто Лиманом фон Сандерсом.
C марта 1918 года Фалькенхайн командовал 10-й армией, которая дислоцировалась в Беларуси, там он и встретил окончание войны. В декабре 1918 года руководил выводом этой армии в Германию.
В феврале 1919 года вышел в отставку из-за болезни почек, впоследствии чего 10-я армия была расформирована. Последние годы жизни провёл в своём поместье во дворце Линдштедт в Потсдаме. Похоронен на Борштедтском кладбище.
Оставил труд, в 1923 году переведенный на русский язык.